# 公訴棄却
公訴棄却（こうそききゃく）とは、刑事訴訟における手続打切り制度の一種。日本の刑事訴訟法では、第338条及び第339条に定められている。

## 公訴棄却の事由（刑事訴訟法条文）
※以下の条文は原文のまま掲載。

### 公訴棄却の判決（刑事訴訟法第338条）
左の場合は、判決で公訴を棄却しなければならない。
1. 被告人に対して裁判権を有しないとき。（第1号）
2. 第340条【公訴取消しによる公訴棄却と再起訴の要件】の規定に違反して公訴が提起されたとき。（第2号）
3. 公訴の提起があった事件について、更に同一裁判所に公訴が提起されたとき。（第3号）
4. 公訴提起の手続がその規定に違反したため無効であるとき。（第4号）

### 公訴棄却の決定（刑事訴訟法第339条第1項）
次の場合は、決定で公訴を棄却しなければならない。
1. 第271条第2項【起訴状謄本の不送達】の規定により公訴の提起がその効力を失つたとき。（第1号）
2. 起訴状に記載された事実が真実であつても、何らの罪となるべき事実を包含していないとき。（第2号）
3. 公訴が取り消されたとき。（第3号）
4. 被告人が死亡し、又は被告人たる法人が存続しなくなつたとき。（第4号）
5. 第10条又は第11条【同一事件が数個の裁判所に係属した場合】の規定により審判してはならないとき。（第5号）

## 公訴棄却により裁判が終結した事件
※括弧内は事件発生年。
- 炭鉱国管疑獄（1947年 - 1948年） - 被告人：庄忠人。1952年6月19日に東京地裁で懲役8月（執行猶予1年）の判決を受け、控訴していたが、控訴中に死亡したため、公訴棄却の決定がなされた[1]。
- 団規令事件（1950年）
- 三無事件（1961年） - 被告人：川南豊作。福岡地裁にて第一審の審理中、被告人が死亡したため公訴棄却決定。
- 千日デパートビル火災事件（1972年） - 業務上過失致死傷罪で起訴されていたデパート管理部次長が、第一審係属中に死亡したため、1977年6月30日に公訴棄却の決定がなされた。
- 別府3億円保険金殺人事件（1974年） - 被告人：荒木虎美。最高裁への上告中、被告人が死亡したため公訴棄却決定[2]。
- ロッキード事件（1976年） - 田中角栄・大久保利春・橋本登美三郎（最高裁への上告中）・小佐野賢治（東京高裁への控訴中）の4被告人。いずれも被告人死亡のため公訴棄却決定。
- 福岡連続保険金殺人事件（1978年）[3] - 被告人として男女4人が福岡地裁へ起訴されたが、女1人は第一審係属中の1980年3月23日に福岡拘置支所[注 1]で死亡し[5]、公訴棄却となった[6]。
- 福山市一家3人殺害事件（1988年） - 第一審（広島地裁福山支部）および控訴審（広島高裁）でそれぞれ死刑判決を受け、上告していた被告人が死亡したため公訴棄却決定[7]。
- 岩手県種市町妻子5人殺害事件（1989年） - 控訴審（仙台高裁）で死刑判決を受け、上告していた被告人が死亡したため公訴棄却決定[8]。
- 豊田2人刺殺事件（1995年） - 名古屋地裁岡崎支部が「被告人は病気で訴訟能力がない」という弁護人の主張を認めて公判を停止し、後に公訴棄却の判決[9]。検察が控訴したところ、控訴審（名古屋高裁）では破棄差戻し判決が言い渡されたが[10]、最高裁は控訴審判決を破棄して第一審の判決を支持したため、公訴棄却の判決が確定[11]。
- 宮崎県官製談合事件（2006年） - 安藤忠恕。最高裁への上告中、被告人死亡のため公訴棄却決定[12]。
- 三浦和義による窃盗事件（2007年） - 被告人として窃盗罪で起訴されていた三浦（1981年のロサンゼルス銃撃事件で逮捕）が2008年10月に死亡したため、横浜地裁小田原支部（山田和則裁判長）は2008年12月15日付で同事件の公訴棄却を決定[13]。
- 一関市住職親子強盗殺人事件（2007年） - 第一審・（盛岡地裁）で死刑判決を受け、仙台高裁に控訴していた被告人が宮城刑務所・仙台拘置支所で自殺したため公訴棄却決定[14]。
- 鹿児島高齢夫婦殺害事件（2009年） - 第一審・鹿児島地裁（裁判員裁判）で無罪判決（求刑：死刑）を受けた被告人[15]。検察側が福岡高裁宮崎支部へ控訴していたが[16]、被告人が死亡したため公訴棄却決定[15]。
- ソマリア沖商船三井タンカー襲撃事件（2011年） - 被告人4人のうち1人が起訴後、事件当時は未成年者だった可能性が浮上した[注 2]ことから、東京地裁（村山浩昭裁判長）は少年法の手続きを経ていないことを理由に、公訴棄却の判決を言い渡した[18]。この被告人はその後、東京家裁への送致および逆送致を経て[19]、犯行時少年として改めて起訴され[17]、懲役11年の刑を言い渡されている[20][21]。
- 加藤暠（2012年） - 金融商品取引法違反事件で起訴されていたが、2016年12月26日に病死し、公訴棄却となった[22]。